# Vaya crack
Vaya crack fue un programa de televisión en el cual los concursantes competían en una serie de desafíos basados en la teoría de las inteligencias múltiples del psicólogo estadounidense Howard Gardner, todo ello con el fin de ganar el título de "la persona más inteligente de España". El formato, producido por Globomedia y presentado por Roberto Leal, se emitió en La 1 entre el 14 de septiembre y el 16 de noviembre de 2019. Además, cabe destacar que estaba basado en el programa canadiense Canada's Smartest Person. El 19 de octubre de 2019, el programa pasó a emitirse en el late night tras su baja acogida en prime time.

## Equipo
| Presentador  | Cargo       | Duración |
| ------------ | ----------- | -------- |
| Roberto Leal | Presentador | 2019     |
| Luis Quevedo | Colaborador | 2019     |
| Pablo Ibáñez | Colaborador | 2019     |

## Formato
En Vaya crack, cada semana, los concursantes realizan varias pruebas diseñadas para evaluar sus habilidades en una o más de las siguientes categorías de inteligencia: musical, física, social, lógica, visual y lingüística. Luego, el participante clasificado en cada programa, pasa a la final y todos ellos se miden nuevamente para determinar quién es la persona más inteligente del país. Cabe destacar también que antes de la final hay una gala de repesca con los segundos clasificados de cada gala, de tal forma que el ganador de esta también tiene un lugar en la final en igualdad de condiciones.

## Episodios y audiencias

### Temporada 1 (2019)
| N.º | Ganador/a         | Finalista         | Invitados                       | Fecha de emisión         | Audiencia      |
| --- | ----------------- | ----------------- | ------------------------------- | ------------------------ | -------------- |
| 1   | Isabel Esain      | Ángel Jiménez     | Martín Barreiro y Toompak       | 14 de septiembre de 2019 | 923 000 (7,0%) |
| 2   | Raquel Mateu      | José Ángel Murcia | Pedro Duque                     | 21 de septiembre de 2019 | 756 000 (5,8%) |
| 3   | Daniel Pattier    | Javier Echeverría | Ana Obregón                     | 28 de septiembre de 2019 | 582 000 (4,5%) |
| 4   | Marta García      | Antonio Aguirre   | Jorge Blass, Jorge Sanz y Skone | 5 de octubre de 2019     | 660 000 (5,1%) |
| 5   | Ismael Zazo       | Cristina Sáenz    | Elisa Mouliaá                   | 12 de octubre de 2019    | 749 000 (6,0%) |
| 6   | Raúl Basera       | Bryan Pluas       | Forever Michael                 | 19 de octubre de 2019    | 302 000 (3,7%) |
| 7   | Agustín Lozano    | Alberto Magno     | Claquetap                       | 26 de octubre de 2019    | 347 000 (4,2%) |
| 8   | Andrés Suárez     | Emilio Barragán   | Paula Prendes                   | 2 de noviembre de 2019   | 450 000 (4,4%) |
| 9   | José Ángel Murcia | Cristina Sáenz    | Alejo Sauras                    | 9 de noviembre de 2019   | 483 000 (4,9%) |
| 10  | Andrés Suárez     | Raquel Mateu      | Juan Antonio Simarro            | 16 de noviembre de 2019  | 468 000 (4,9%) |

## Audiencia media
| Edición          | Temporada | Programas | Fecha | Cadena | Espectadores | Cuota |
| ---------------- | --------- | --------- | ----- | ------ | ------------ | ----- |
| [ 1 ] Vaya crack | 1         | 10        | 2019  | La 1   | 572 000      | 5,1%  |

## Palmarés
| Edición          | Fecha | Ganador/a     | 2.º Finalista |
| ---------------- | ----- | ------------- | ------------- |
| [ 1 ] Vaya crack | 2019  | Andrés Suárez | Raquel Mateu  |